# マリー・アンリエット・ド・ラ・トゥール・ドーヴェルニュ
マリー・アンヌ・アンリエット・レオポルディーヌ・ド・ラ・トゥール・ドーヴェルニュ（Marie Anne Henriette Leopoldine de La Tour d'Auvergne, 1708年10月24日 - 1728年7月28日）は、プファルツ＝ズルツバッハ公ヨハン・クリスティアンの最初の妻。自身の権利としてベルヘン・オプ・ゾーム辺境女伯であった。

## 生涯
フランス王室侍従長ブイヨン公爵の弟オーヴェルニュ伯の息子オーヴェルニュ公フランソワ・エゴン（1675年 - 1710年）と、アーレンベルク公フィリップ＝シャルル＝フランソワの娘マリー・アンヌ（1689年 - 1736年）の間の一人娘。2歳で父を亡くすと同時にベルヘン・オプ・ゾーム辺境伯位を継承した。1722年2月15日、プファルツ＝ズルツバッハ公爵家の嗣子ヨハン・クリスティアンと結婚したが、1728年に19歳の若さで世を去った。
夫との間に1男1女をもうけた。
- カール・フィリップ・テオドール（1724年 - 1799年） - プファルツ＝ズルツバッハ公、プファルツ選帝侯、バイエルン選帝侯
- マリア・アンナ・ルイーズ・アンリエット（1728年）

## 引用・脚注
1. ↑  “Maria Henriette Leopoldine de La Tour d'Auvergne”. dinastias.com. 2010年5月17日閲覧。
2. 1 2 3  Pas, Leo van de. “Maria Henriette de La Tour d'Auvergne”. Genealogics.org. 2010年5月17日閲覧。